# Masakr v Kremničce

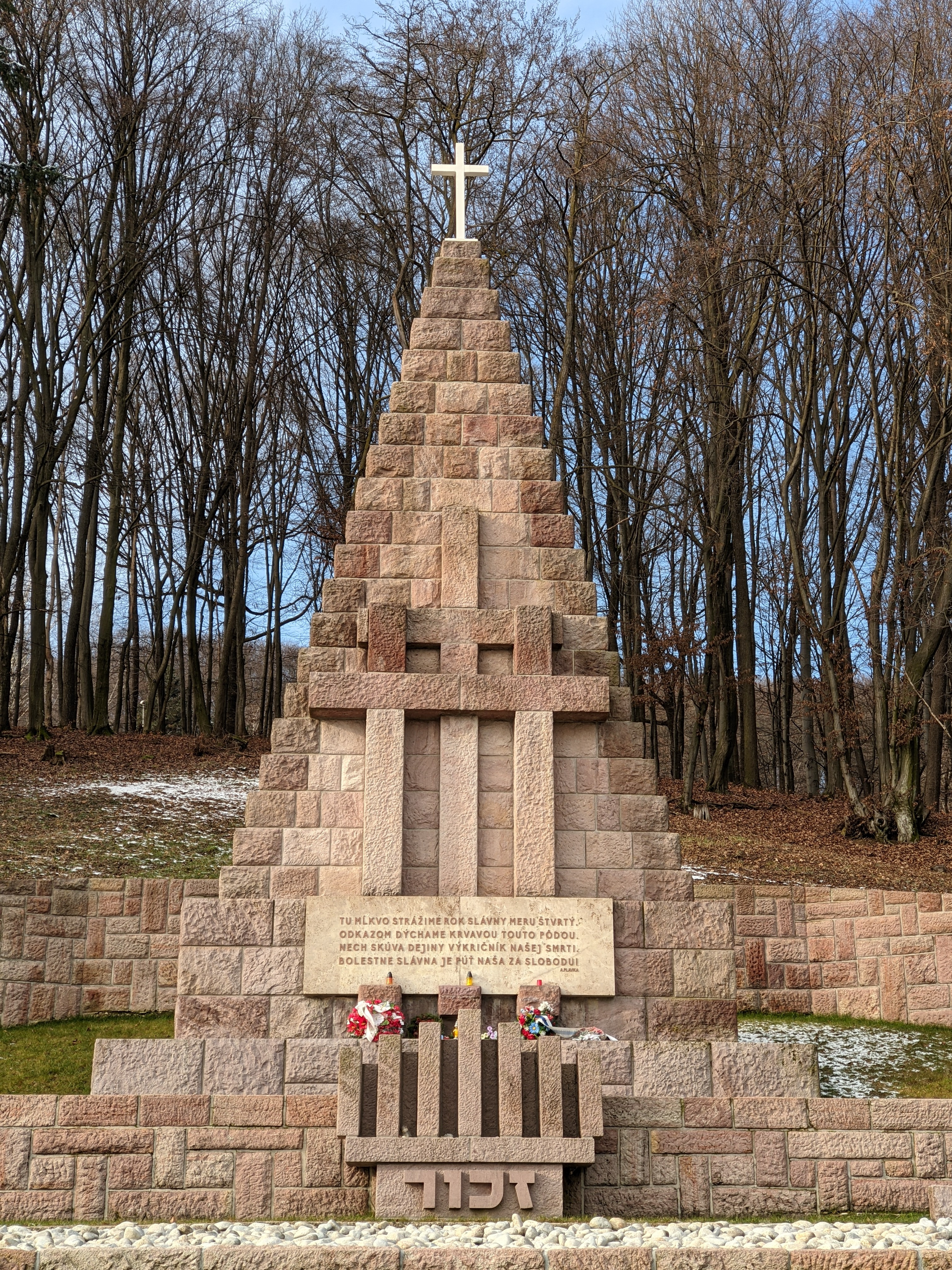
Památník postavený obětem v Kremničce

Masakr v Kremničce byla série masových poprav, které od 5. listopadu 1944 do 17. března 1945 spáchala německá nacistická jednotka Einsatzkommando 14 ve spolupráci se slovenskými Pohotovostními oddíly Hlinkovy gardy v Kremničce u Banské Bystrice. Po těchto vraždách bylo v masových hrobech nalezeno celkem 747 obětí, což činí tuto událost největším doloženým válečným zločinem spáchaným na území Slovenska.

## Průběh
Po potlačení Slovenského národního povstání německou armádou a po dobytí Banské Bystrice 27. října 1944 začaly nacistické okupační síly shromažďovat ve věznici Krajského soudu v Banské Bystrici nejen mnoho zajatých povstaleckých vojáků a partyzánů, ale i civilistů obviňovaných z podpory povstání. Dále zde byli rasově pronásledovaní lidé, pocházející především z Banské Bystrice a okolí. Na začátku listopadu byla již věznice nadmíru přeplněná, protože v ní bylo shromážděno přes 2 500 vězňů a jejich počet dále narůstal. Hlavně kvůli tomu, ale také v souvislosti s tzv. řešením židovské otázky vydal velitel německých bezpečnostních orgánů v Banské Bystrici SS-Obersturmführer Kurt Deffner, společně se zástupcem vlády Slovenského státu v Banské Bystrici dr. Jánem Ďurčanským (bratr Ferdinanda Ďurčanského) a pověřencem Hlinkovy gardy pro Pohronskou župu Vojtechem Košovským, rozkaz k jejich postupné likvidaci. Výkonem této akce byla pověřena speciální německá jednotka Einsatzkommando 14 pod přímým Deffnerovým velením a 5. rota POHG pod velením Jozefa Nemsily, kterou tvořilo asi 150 Slováků pocházejících z různých částí Slovenska. Na přípravách vraždění se podíleli i příslušníci německé Sicherheitspolizei (SIPO), bezpečnostní služby Sicherheitsdienst (SD) a gestapa. Za místo poprav byla vybrána malá oblast jižně od obce Kremnička, kde se nacházely protitankové příkopy vykopané během povstání pro obranu Banské Bystrice.

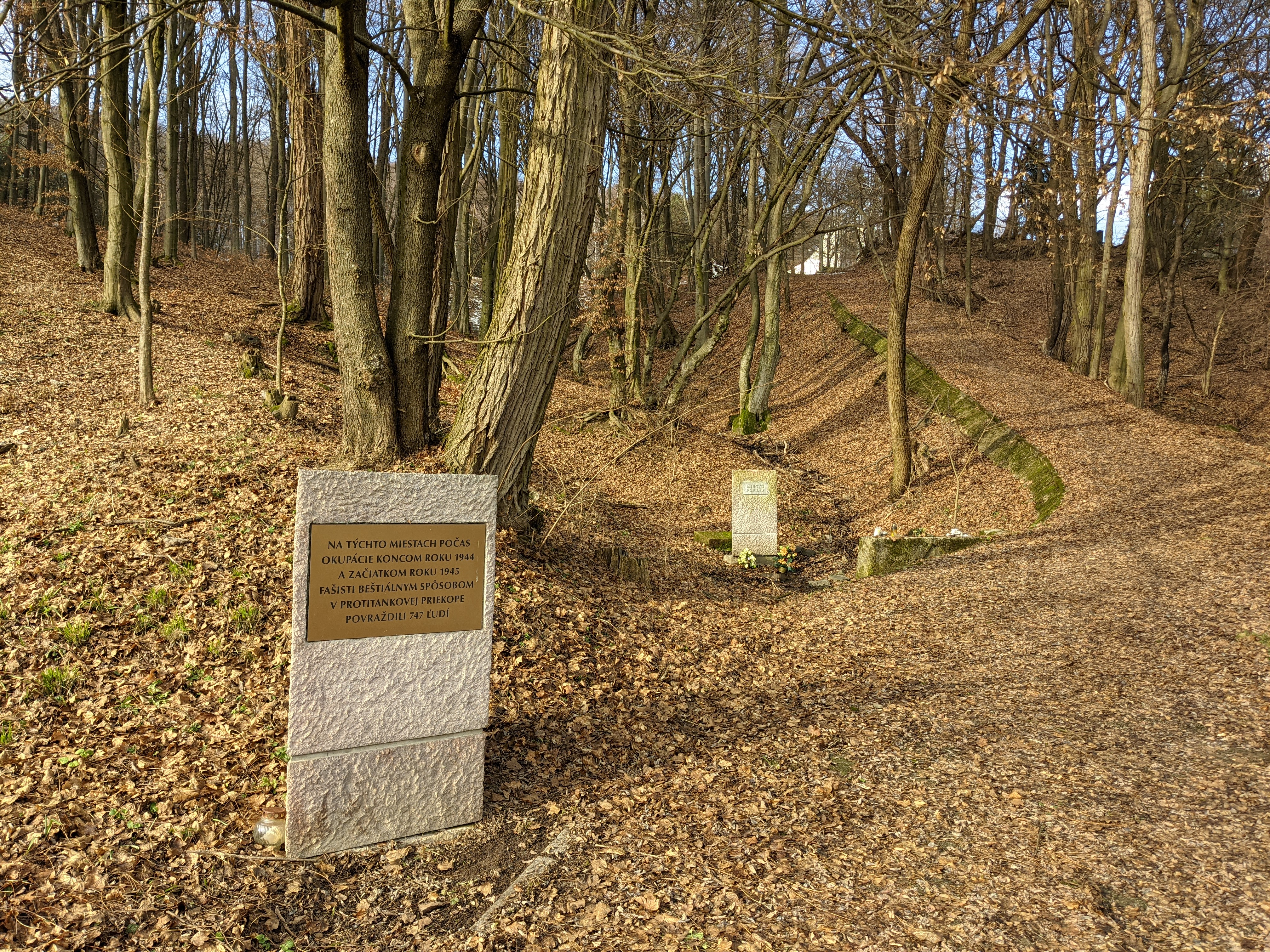
Místo, kde probíhaly popravy

K první masové popravě zde došlo 5. listopadu 1944, kdy byla brzy ráno oblast v okolí Kremničky nacistickými silami uzavřena a místním civilistům byl udělen zákaz vycházení. V přísném utajení sem začaly být černými autobusy a nákladními auty sváženy desítky vězňů z banskobystrické věznice. Oběti byly nejprve nacisty okradeny o osobní majetek a pak po cca desetičlenných skupinách přiváděny k okraji protitankových příkopů, kde byla většina z nich zastřelena z bezprostřední blízkosti do týla. Na vraždách se přímo podíleli nejen Němci z Einsatzkommanda 14, ale i mnozí slovenští příslušníci POHG, kteří měli původně jen zajišťovat prostor v okolí poprav a kteří dostávali po každé z těchto akcí na tu dobu nemalou výplatu ve výši 300 až 500 korun a mohli si nechat i osobní majetek zavražděných osob. Celkem bylo v tento den zavražděno 108 lidí, včetně žen a dětí. O cynické snaze nacistů oficiálně utajit tyto zločiny svědčí i to, že v písemných záznamech o vězních byla v den jejich popravy poznámka o jejich propuštění z věznice.
K druhé masové popravě v podobné režii zde došlo 20. listopadu. Ke třetímu, největšímu masovému vraždění došlo 12. prosince, kdy bylo najednou zavražděno asi 300 lidí. K dalším velkým popravám došlo ještě 19. prosince (93 obětí) a 5. ledna 1945 (109 obětí). Ačkoli následně bylo kvůli přeplnění příkopů mrtvými těly místo masových poprav banskobystrických vězňů přesunuto hlavně do vápenky v Nemecké (v současnosti Památník a pamětní místo Slovenského národního povstání v Nemecké), v Kremničce docházelo k menším popravám i později, konkrétně 20. ledna, 19. února, 5. a naposledy 17. března, těsně před osvobozením.

## Oběti a následky
Přestože se nacisté snažili před veřejností o důsledné utajování vyhlazovacích akci v Kremničce, nemohli je utajit před místními obyvateli a tak se již krátce po osvobození začalo s odkrýváním masových hrobů. Celkově se v šesti masových hrobech našlo až 747 obětí, což činí masakr v Kremničce prokazatelně největším válečným zločinem spáchaným na Slovensku. Ačkoli ve vápence v Nemecké horní odhady počtu zavražděných převyšují 900, toto číslo nelze prokazatelně doložit. Z obětí v Kremničce bylo až 211 žen a 58 dětí ve věku do 14 let, přičemž nejmladší obětí byl jen šestitýdenní chlapeček. Po exhumaci se zjistilo, že většina z dětských obětí nezemřela kvůli střelným poraněním, ale kvůli udušení, nedá se tedy vyloučit, že děti nacisté a příslušníci POHG zadusili přímo, nebo se udusily v hrobě pod těly ostatních obětí. Většina dospělých obětí zemřela na následky střelných poranění hlavy, případně kvůli vícenásobným střelným zraněním zasahujícím životně důležité orgány, mnohé z obětí také jevily známky těžkého mučení.
Největší část obětí v Kremničce tvořili obyvatelé židovského původu, kterých se našlo v masových hrobech více než 450. Kromě nich tu byly zavražděny i desítky slovenských civilistů podezřelých z účasti v SNP nebo v jeho podpoře, jakož i mnoho Romů, povstaleckých vojáků a partyzánů, včetně mnoha zahraničních, také část sestřelených příslušníků britských i amerických leteckých sil. Mezi oběťmi bylo i několik významných osobností veřejného života, jako např. literární historička Alžbeta Göllnerová-Gwerková, nebo lékařka Alžbeta Ferencová, která navíc byla během popravy ve vysokém stupni těhotenství. Smrt zde našla i známá židovská protifašistická bojovnice Chaviva Reiková.
Ačkoliv snaha nacistů o utajení zločinu v Kremničce byla neúspěšná, krátce po válce se postarala alespoň o ztížení potrestání mnoha viníků masakru. Pro nedostatek důkazů totiž bylo přerušeno stíhání mnoha členů POHG, případně ani nezačalo kvůli nemožnosti identifikování pachatelů. Pokud byli nějací členové POHG odsouzeni retribučními soudy, tak v drtivé většině dostali jen nevelké tresty odnětí svobody. Kvůli nedostatku informací se v té době mělo v převážné míře za to, že při velkých nacistických masakrech na Slovensku vraždili téměř výhradně Němci. Až nové skutečnosti vedly v roce 1958 v Banské Bystrici k zahájení velkého procesu s více členy POHG. Během procesu vyšly najevo mnohé detailní informace o masakrech v Kremničce a Nemecké a na jeho konci bylo v dubnu 1958 v souvislosti s Kremničkou jedenáct obviněných členů 5. polní roty POHG odsouzeno k vysokým trestům odnětí svobody v trvání od 13 do 25 let. Jeden z obžalovaných, zástupce velitele Jozefa Nemsily Ľudovít Laco byl odsouzen k trestu smrti, který byl proveden 14. července 1958. Samotný J. Nemsila uprchl v roce 1950 do Kanady, kde zemřel nepotrestán v roce 1997. Ještě před koncem války do zahraničí utekli i hlavní slovenští spoluorganizátoři zločinu Vojtech Košovský a Ján Ďurčanský.

## Památník

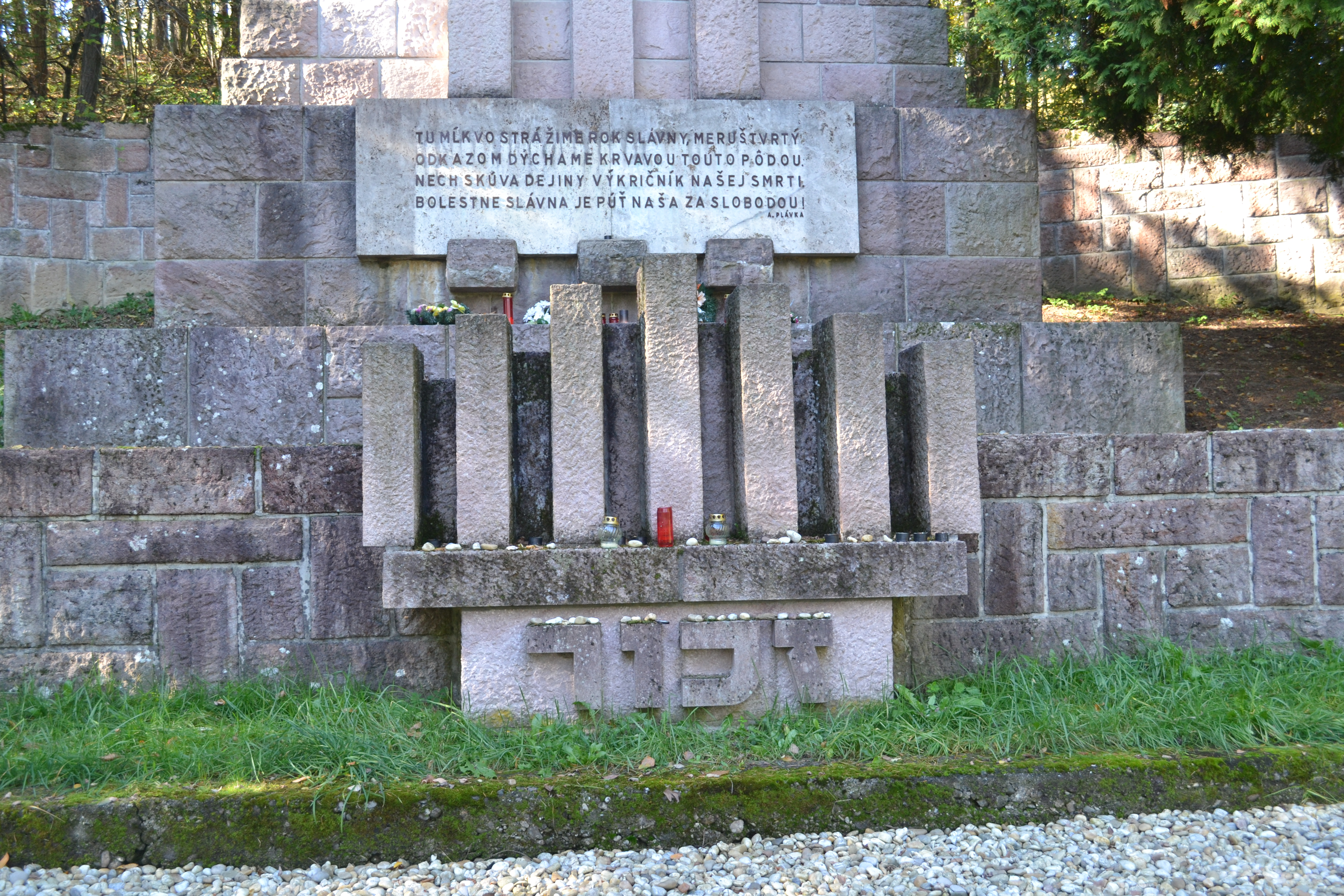
Židovský svícen menora, v jehož spodní části je nápis v hebrejštině – Zachor (Pamatuj)

Přestože část z identifikovaných obětí byla svými rodinami přemístěna a pohřbena jinde, kolem 400 obětí, které nebylo možné identifikovat, nebo se nenašli žádní žijící příbuzní, zůstalo pohřbených v Kremničce. Na místě jejich masového hrobu byl v roce 1949 postaven velký Památník obětem fašismu (nazývaný i Památník SNP). Jeho autorem byl významný slovenský architekt Dušan Jurkovič, který ho jako své poslední dílo navrhl v roce 1947, ale jeho odhalení se již nedožil. V roce 1963 byl památník vyhlášen národní kulturní památkou. K památníku byl v roce 1995 připojen i památník zavražděným židovským obyvatelům, symbolický svícen, zvaný menora. Jeho autorem je slovensko-izraelský architekt Juraj Arieh Fatran.